# Meliosma youngii
Meliosma youngii es una especie de planta con flor en la familia de las Sabiaceae. 
Es endémica de Perú. Está amenazada por pérdida de hábitat.

## Fuente
- World Conservation Monitoring Centre 1998. Meliosma youngii. 2006 IUCN Lista Roja de Especies Amenazadas; bajado 22 de agosto de 2007

- Datos: Q1334199